# Arxiu Europeu del Genoma-Fenoma
L'Arxiu Europeu del Genoma-Fenoma (EGA, per les seves sigles en anglès) és un projecte liderat conjuntament per l'Institut Europeu de Bioinformàtica del Laboratori Europeu de Biologia Molecular (EMBL-EBI) i pel Centre de Regulació Genòmica (CRG), que consisteix en un vast registre de dades genòmiques humanes. Aquest arxiu té com a objectiu garantir les dades de  genomes i  fenomes que es posen a disposició de la comunitat científica mundial.
L'EGA té com a finalitat arxivar de manera permanent i segura, i compartir de manera controlada, tota mena de dades genòmiques i fenotípiques de persones identificables, resultants de projectes d'investigació biomèdica, especialment de projectes relacionats amb malalties complexes. S'ha dissenyat com a repositori de tota mena d'experiments de  seqüenciació, epigenètica i genotipatge, incloent-hi  estudis de casos i controls, de població i familiars.
Actualment, l'EGA emmagatzema dades de 100.000 persones procedents de 200 centres i grups d'investigació d'arreu del món, i constitueix un recurs fonamental per a l'avenç de la medicina personalitzada. Aquestes entitats han confiat les seves dades a l'EGA perquè en garanteixi la seguretat i l'explotació en benefici de la salut humana. L'EGA conté dades generades per més de set-cents estudis científics sobre càncer, diabetis,  malalties autoimmunes i  cardiovasculars i  trastorns neurològics, entre d'altres malalties.
Aquestes dades, que sumen un total de 16  petabytes, s'emmagatzemen a les instal·lacions del Barcelona Supercomputing Center–Centre Nacional de Supercomputació (BSC-CNS).
L’Arxiu és una iniciativa de Janet Thornton, directora de l'EMBL-EBI; Alfonso Valencia, director de l'Institut Nacional de Bioinformàtica de l'Institut de Salut Carles III (INB-ISCIII), i Roderic Guigó, coordinador del programa d'investigació en biologia computacional i genòmica de la salut del CRG. Els tres van començar a explorar la possibilitat de compartir l'EGA i instal·lar una còpia d'aquesta base de dades al CRG, ja que en l'entorn de les xarxes de col·laboració europees i, en concret, dins la infraestructura europea de bioinformàtica ELIXIR, aquesta iniciativa seria millor i més forta.
El CRG i el BSC-CNS van acordar que les dades s'emmagatzemarien físicament a les instal·lacions del BSC-CNS, centre que també col·labora en l'anàlisi de dades amb el supercomputador MareNostrum  i el treball d'investigadors propis.
Actualment, l'equip de l’EGA al CRG està liderat per Arcadi Navarro, professor de l'Institució Catalana de Recerca i Estudis Avançats (ICREA) i director del Departament de Ciències Experimentals i de la Salut de la Universitat Pompeu Fabra, alhora que l’equip de l’EGA al EMBL-EBI està liderat per Thomas Keane.